# Disepalum pulchrum
Disepalum pulchrum är en kirimojaväxtart som först beskrevs av George King och som fick sitt nu gällande namn av James Sinclair. 
Disepalum pulchrum ingår i släktet Disepalum och familjen kirimojaväxter. IUCN kategoriserar arten globalt som livskraftig. Inga underarter finns listade i Catalogue of Life.